# Veulen (Venray)
Veulen (Limburgs: ´t Väöle) is een dorp in de gemeente Venray, in de Nederlandse provincie Limburg. Het dorp telde op 1 januari 2023 575 inwoners.
Nog tot in de 17e eeuw werd Veulen Voerloe, Vaerloe of Veurlo genoemd. De naam werd voor het eerst vermeld in 1422, als Goert van Voerloe samen met zijn vriend Sibbe Henselmans in Venray de stichting van een convent van Zusters van het Gemene Leven mogelijk maakte, het latere klooster Jerusalem. Veulen zelf werd voor het eerst vermeld in een rekening van de rentmeester van de hertog van Gelre in 1531. Zekere Hendrik Verberckt pachtte in dat jaar "Voerloe ende Voerloeberch". In de schatcedulen van Venray wordt Veulen voor het eerst genoemd in 1638, en wel als "aen 't Vaerloe". In dat jaar stonden er acht boerderijen. Omstreeks 1832 waren dat er negen, en in 1910 dertien. Tijdens de Tweede Wereldoorlog vormde Veulen de verblijfplaats voor vele onderduikers waaronder Joden en piloten van neergehaalde Engelse vliegtuigen. Bekend uit die tijd is met name verzetsstrijder Cor van Staveren.

## Bezienswaardigheden
- De Sint-Antonius van Paduakerk, uit 1949
- Onze-Lieve-Vrouw-van-Fatimakapel
- Sint-Donatus en Antoniuskapel
- Lijst van gemeentelijke monumenten in Veulen

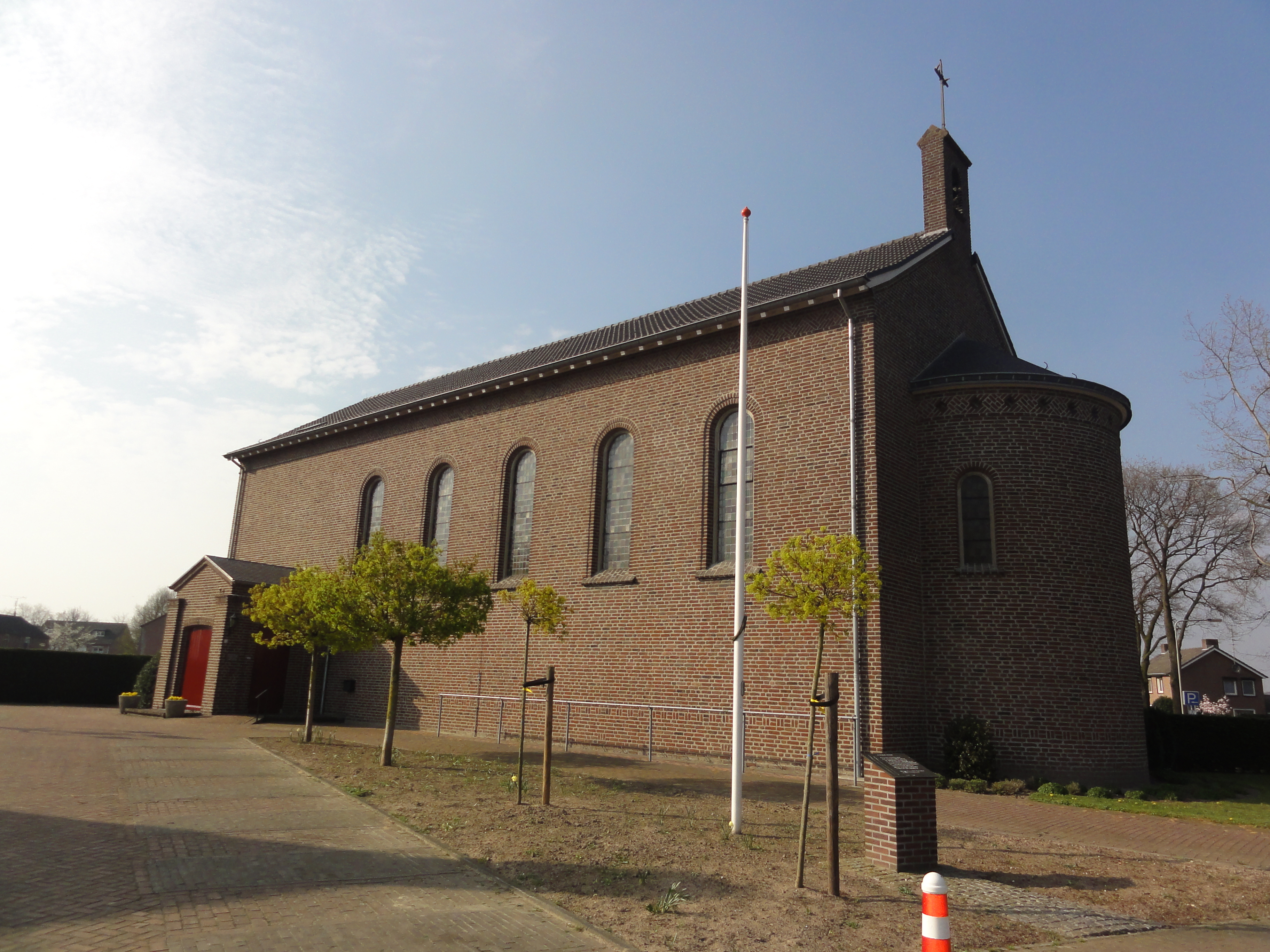
Kerk St.-Antonius van Padua
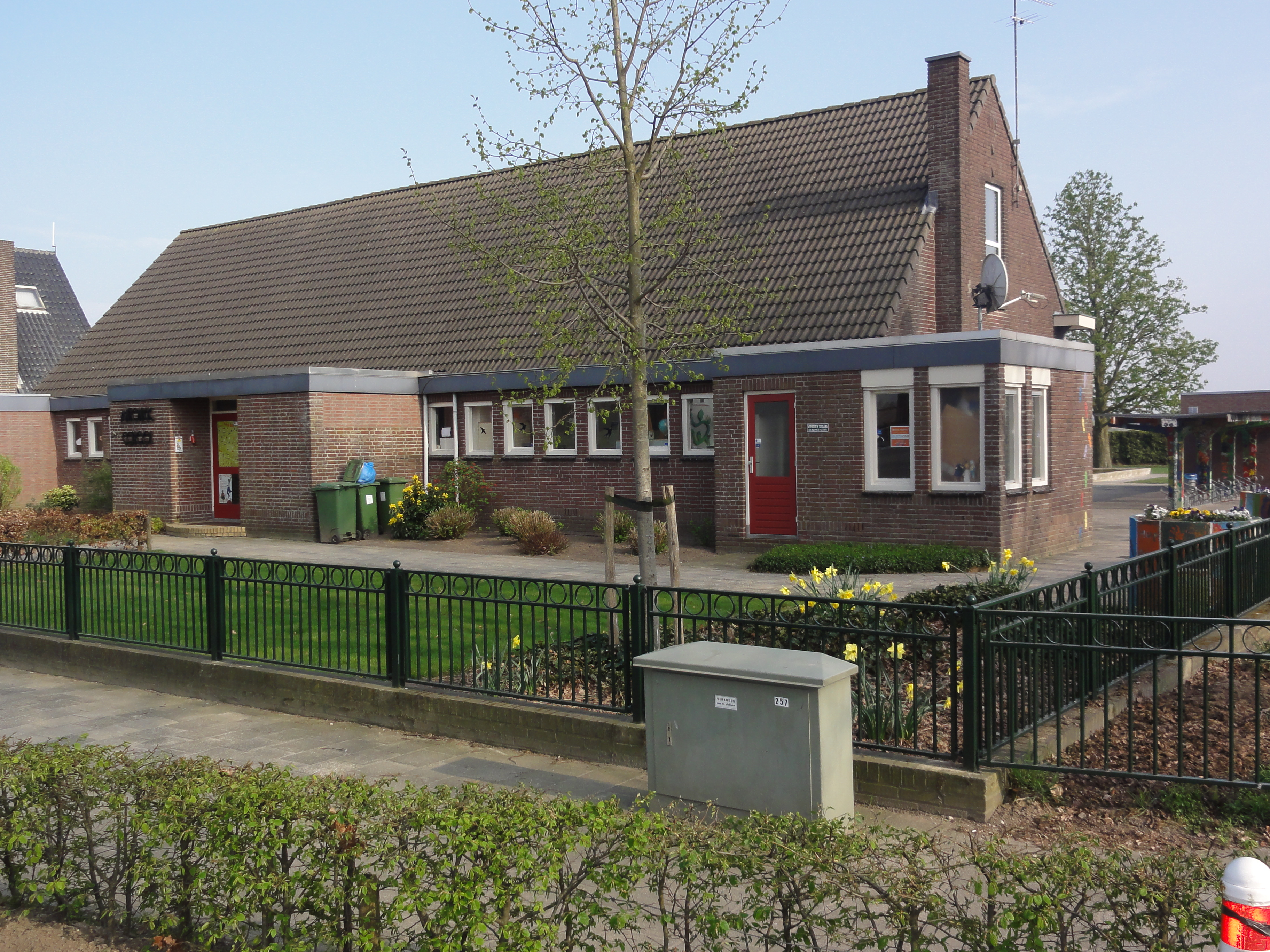
Basisschool St.-Antonius
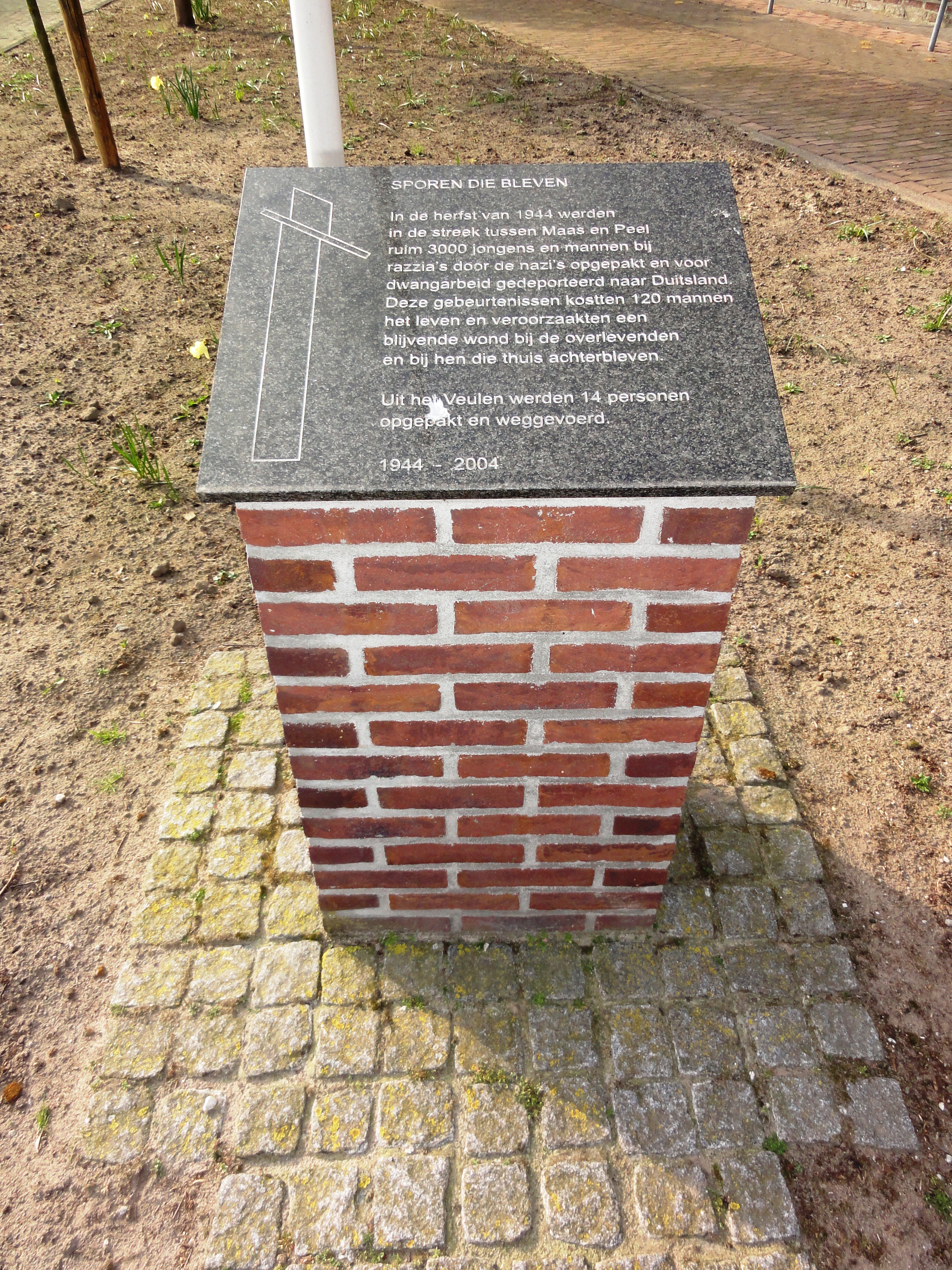
Oorlogsmonumentje
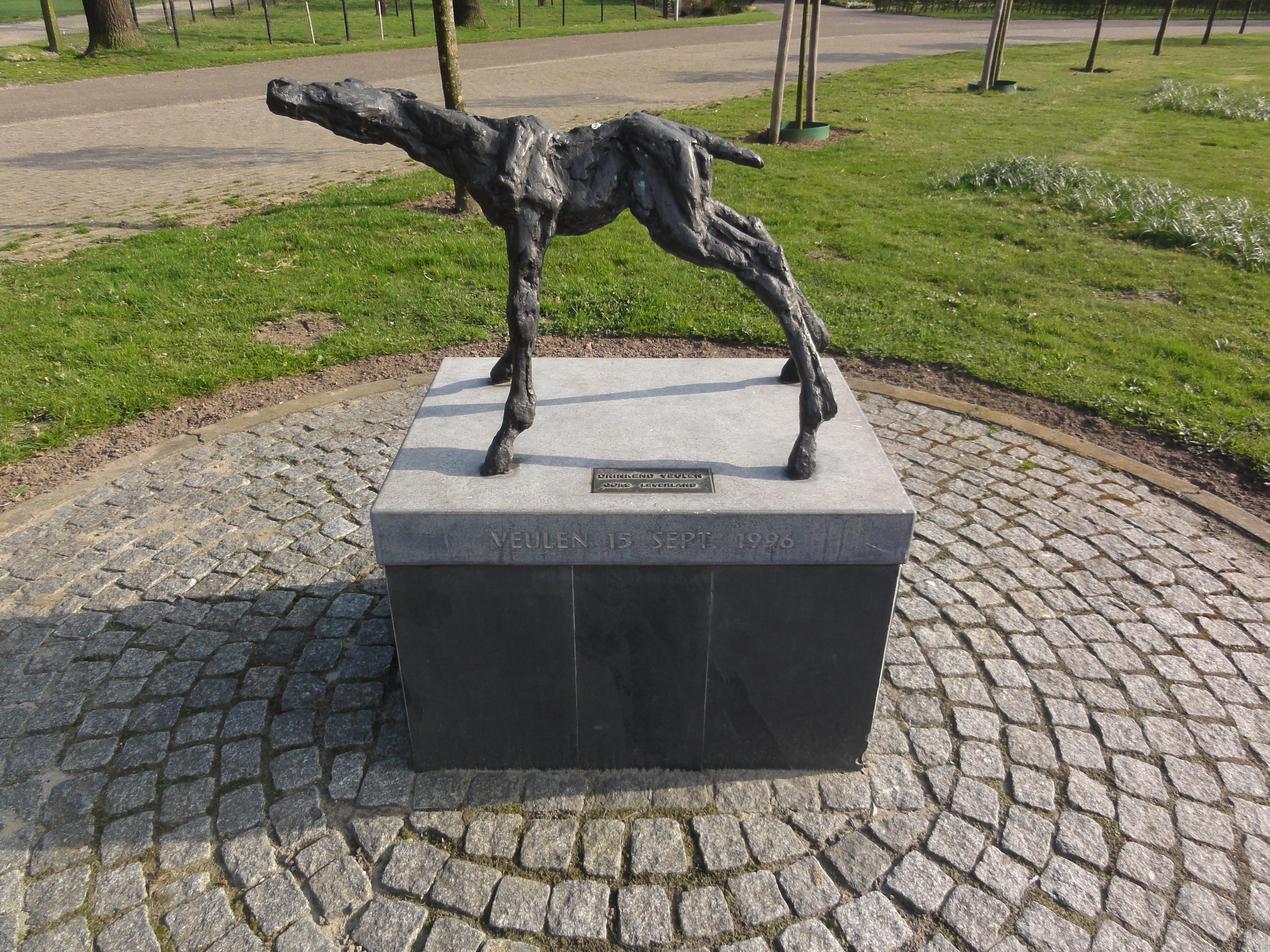
Sculptuur Drinkend Veulen, door Goke Leverland
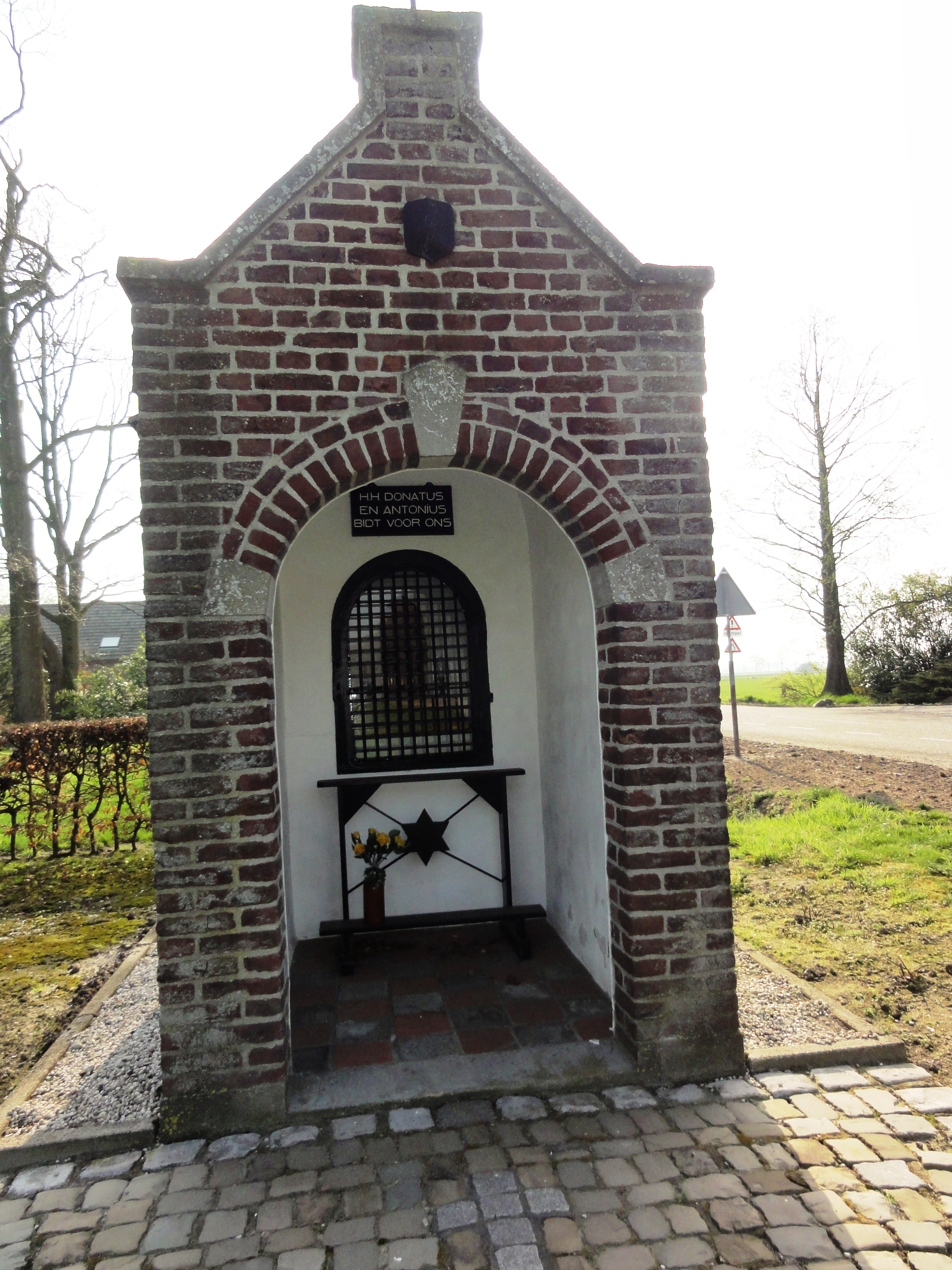
Wegkapelletje H. Donatiuskapel
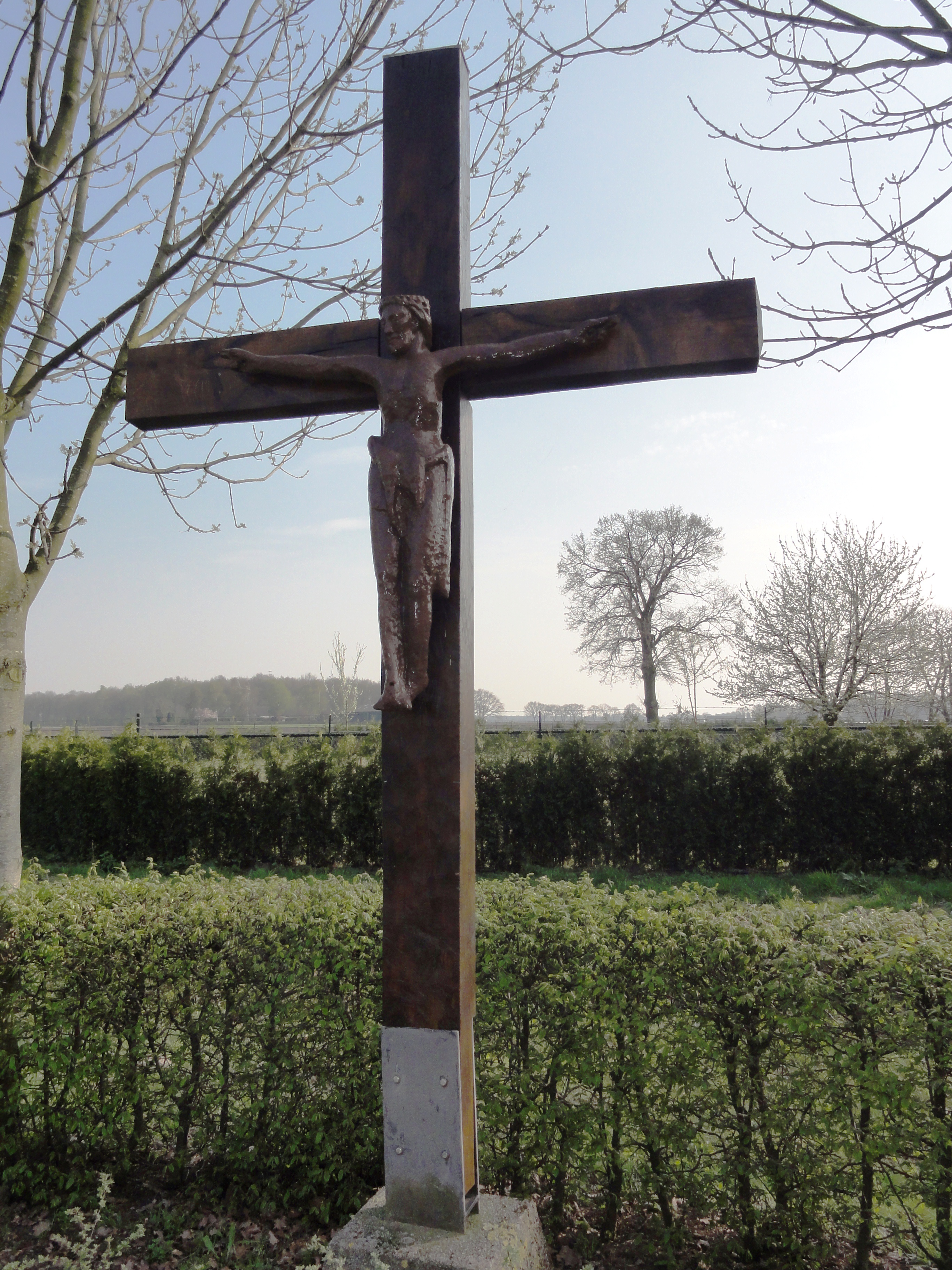
Wegkruis langs de weg naar Venray

## Natuur en landschap
Veulen ligt op de rand van een ouder landschap op hoger gelegen zandgronden, en in het westen recentere Peelontginningen. Vrijwel de gehele omgeving is in gebruik voor de landbouw. Ten noorden van Veulen stroomt de Oostrumse Beek in oostelijke richting. In het oosten vinden we Breehei, een waterwingebied met naaldbos. Veulen ligt op een hoogte van ruim 29 meter boven N.A.P.

## Evenementen
Op de eerste zondag van de zomervakantie van de lagere school kent het dorp een dorpsfeest dat sinds 1984 jaarlijks gehouden wordt. Op de eerste zondag van september vindt de kermis plaats.

## Nabijgelegen kernen
Ysselsteyn, Heide, Leunen, Castenray, America